# Sikora kanadyjska
Sikora kanadyjska (Poecile hudsonicus) – gatunek ptaka z rodziny sikor (Paridae) występujący w Ameryce Północnej. Jest ptakiem osiadłym, który może przetrwać srogie zimy dzięki dużym zapasom żywności gromadzonej w ciągu całego roku. Czasem, jeśli te zapasy są za małe, jesienią odlatuje na południe. W okresie godowo-lęgowym są terytorialne, ale zimą tworzą z innymi ptakami wielogatunkowe stada. Zamieszkuje obszar około 7 milionów km² od Alaski na zachodzie aż po Nową Fundlandię na wschodzie.

## Systematyka
Czasem umieszczana w rodzaju Parus, ale wyniki szerokich badań morfologiczno-genetycznych wyraźnie pokazują, że razem z innymi spokrewnionymi gatunkami sikor w Ameryce Północnej sikora kanadyjska tworzy osobny rodzaj Poecile. Wyróżniono kilka podgatunków P. hudsonicus:
- P. hudsonicus stoneyi – północna Alaska i północno-zachodnia Kanada;
- P. hudsonicus columbianus – południowa Alaska, zachodnia Kanada do północnego Waszyngtonu;
- P. hudsonicus hudsonicus – środkowa Alaska do wschodniej Kanady;
- P. hudsonicus littoralis – południowo-wschodnia Kanada i północno-wschodnie USA;
- P. hudsonicus farleyi – południowo-środkowa Kanada.

## Morfologia
Wygląd zewnętrznyBrązowa czapeczka i tył szyi, duże białe policzki przechodzące w szare oddalając się do tyłu, czarny śliniaczek, pierś białoszara, podskrzydle brązowe, skrzydła i ogon ciemnoszare, wierzch ciała w zależności od podgatunku szary (zachodnie podgatunki) albo brązowy (centralno-wschodnie podgatunki). Samice i młode ptaki są ubarwione tak samo jak samce.
Rozmiarydługość ciała ok. 14 cm
Masa ciałaok. 12 g

## Środowisko
Lasy iglaste tajgi aż do północnego limitu drzewostanu albo górskie do wysokości 1700 metrów. Ulubionym drzewami są świerk Engelmanna i jodła balsamiczna.

## Pożywienie
W większości owady i ich larwy. Dodatkowo nasiona i owoce drzew i innych roślin. Często widziane wiszące z gałęzi do góry nogami, żeby dostać się do pożywienia. Robi zapasy żywności z owadów i ich larw, a z nasion wyłącznie z nasion świerków.

## Lęgi
GniazdoNisko położone (do około 4 metrów nad ziemią) opuszczone dziuple dzięciołów lub naturalne wgłębienia w drzewach, które mogą być pogłębione w zależności od potrzeby. Czasem widziano jak para sama wydłubuje sobie wgłębienie na gniazdo i może nawet używać jam przy korzeniach drzew. Samo gniazdo jest zbudowane z mchu, kory, liści paproci, trawy i piór, a góra jest zrobiona z włosów futer ssaków i ptasiego puchu.
Jaja i wysiadywanieSamica składa od 4 do 9 jaj i wysiaduje je około 15 dni nie opuszczając gniazda. Samiec przez ten czas przynosi pożywienie do gniazda tak jak później przez jakieś 18 dni, dopóki młode nie opuszczą gniazda. Samica pomaga mu stopniowo w dożywianiu młodych. Młode pozostają jeszcze na terytorium rodziców przez jakieś dwa tygodnie. W tym czasie rodzice wspomagają je pożywieniem.

## Status
IUCN uznaje sikorę kanadyjską za gatunek najmniejszej troski (LC, Least Concern) nieprzerwanie od 1988 roku. W 2017 roku organizacja Partners in Flight szacowała liczebność populacji lęgowej na około 12 milionów osobników.